# Artesa (recipiente)

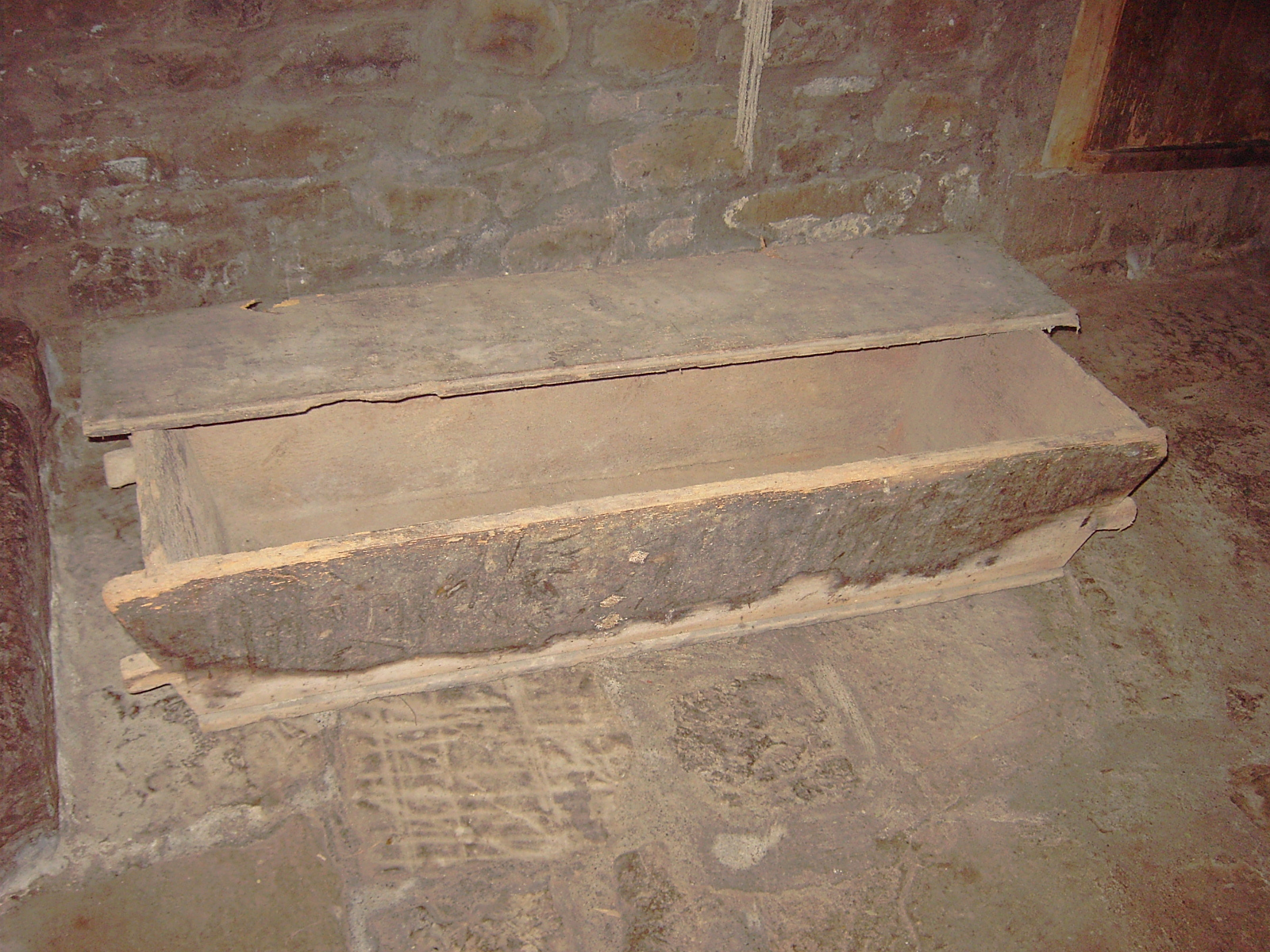
Artesa de pan procedente de Aragón o masadera.

Artesa es un recipiente cuadrilongo con forma de tronco de pirámide invertida, con rebordes opcionales —o incluso mango— en uno o dos de sus lados. El modelo de madera se ha utilizado durante siglos para amasar el pan y en otras labores culinarias.

## Denominación
Su incierto origen etimológico se ha relacionado con el término griego Άρτος (artos: pan).
Según qué zonas geográficas, la artesa es sinónimo de pila o pileta, batea, cajón e incluso tina. Como gamella, designa también los abrevaderos y comederos del ganado, cajones para fregar y lavar, y todo receptáculo rectangular que se va estrechando hacia el fondo. La artesa, en albañilería, se conoce como cuezo o gaveta, al pequeño recipiente cuadrado, antes de madera y luego de goma o plástico, en el que se prepara el mortero (masa de cemento) en pequeñas cantidades que no requieren  hormigonera. También, en las vinaterías, el barcal o madero barcal, era la artesa en que se colocaban las vasijas de medir el vino y que iba recogiendo el líquido derramado en el proceso de medida y envasado.

## Usos
La mecanización en los obradores de repostería, las nuevas tecnologías en los hornos de pan y la masificación del mercado han relegado a la artesa a un uso de reciclaje en mobiliario (las de madera para mesas y decoración) y en jardinería (grandes jardineras).

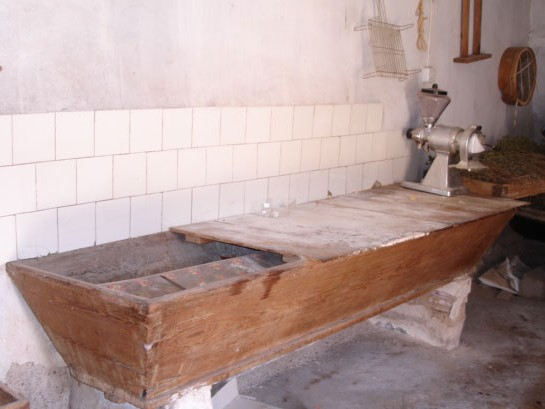
Artesa en el obrador de un antiguo horno de panadería (El Escobar Murcia, España).
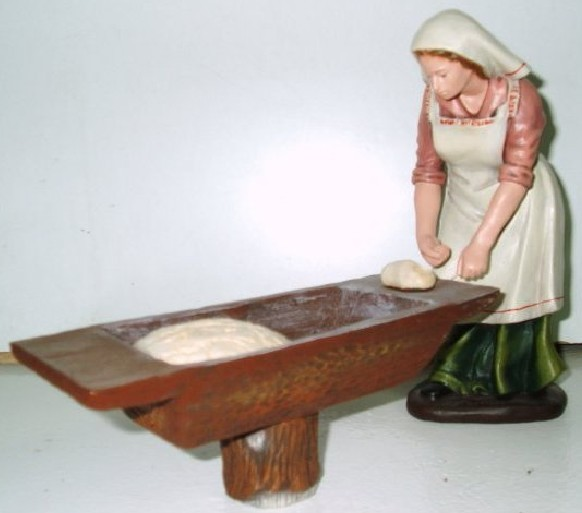
Panadera haciendo la masa en una artesa. Figurita del belén.
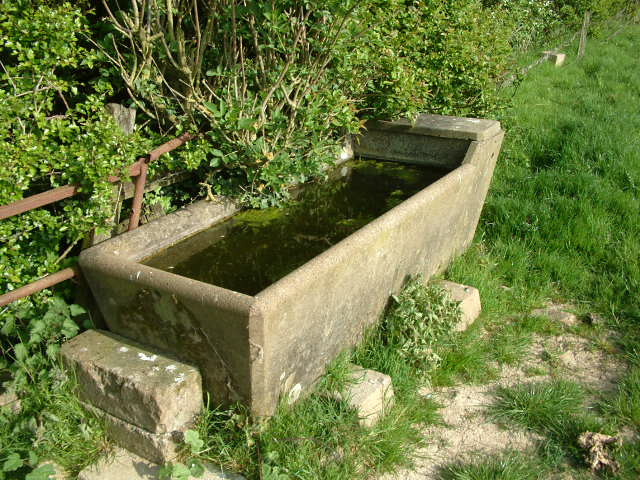
Artesa labrada en piedra (en el Leicestershire británico).

## Otros significados
- También se denomina artesa al coladero labrado en piedra para el metal fundido (de forma circular con un ancho canal de salida).[10]
- En heráldica, figura en el blasón del apellido catalán artessa.[11]
- En poesía, Pablo Neruda en su soneto XXXVI de Cien sonetos de amor (1959), empieza así: "Corazón mío, reina del apio y de la artesa...".[12]
- En música de percusión, se utiliza en algunos estados de México como base rítmica del son de artesa o son de tarima.[13]